# Școlirea acasă

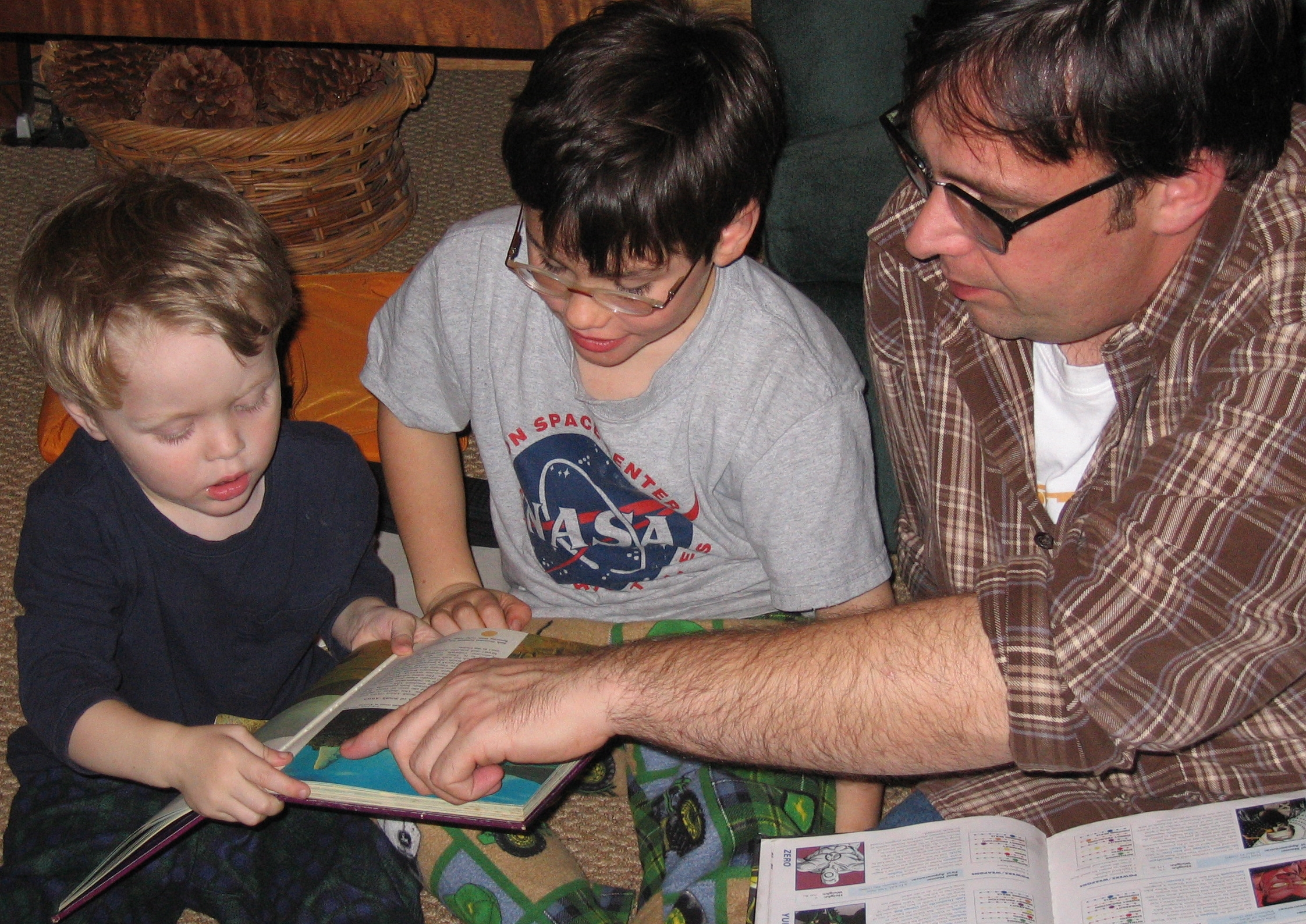
Citit în familie, activitate specifică școlirii acasă

Școlirea acasă (din eng. Homeschooling) este activitatea de educare a copilului de către părinți sau tutori profesioniști (meditatori), în locul unei educații standard în școală.
Educația acasă (pe termen lung) a apărut în țările dezvoltate în cadrul familiilor - îndeosebi cu studii superioare chiar în educație - drept alternativă pentru studiul deficitar al școlilor din regiunea respectivă.
Educația acasă distinge două concepte: homeschooling și unschooling (școlirea acasă și, respectiv, neșcolirea).
Homeschooling este educarea acasă ce se face după o anumită structură (un program educațional structurat, chiar dacă nu în stilul programei școlare obișnuite), un tip de educație de regulă realizat prin înscrierea la o școală-umbrelă, care certifică, în final, anumite competențe ale copilului. 
Unschooling este educarea fără structură, educația liberă de orice reguli sau metode prestabilite, învățarea nestructurată, care se bazează pe cultivarea pasiunilor copilului, pe ritmul său de învățare și pe dorințele lui (există școli-umbrelă care sunt deschise inclusiv acestei modalități de abordare). Unschoolingul este, în fapt, neșcolirea, însă nu în sensul absenței educației, ci în sensul absenței totale a sistemului.
În ambele variante, rolul părinților în formarea copilului este vital, pentru că ei îl ajută să descopere, îi pot stimula curiozitatea, îi pot observa pasiunile și înclinațiile și îl pot îndruma. Fie că e vorba despre homeschooling, fie de unschooling, părintele este foarte important. Unschoolingul, de fapt, nu este un concept nou, doar numele care i-a fost dat de societatea modernă îl face să pară așa. În fond, în alte vremuri, când nu existau școli (sau nu pentru toată lumea), copiii unei comunități învățau lucrurile necesare viețuirii și dezvoltării lor ca indivizi într-un ritm propriu, în cadrul comunității, de la părinți, bunici, vecini, bătrânii satului, meșteri, preoți etc. Astfel, unschoolingul este un fel de reîntoarcere la lipsa metodei și structurii, cu diferența majoră a accesului la informație și a multitudinii informației din prezent.

## Statutul internațional
Țări precum cele aparținând Comunității Națiunilor (the British Commonwealth) au permis în mod legal această formă de educație.
În anul 2016, în SUA existau peste 2,3 milioane de copii care făceau cursuri la domiciliu.
În majoritatea statelor europene există legi care obligă părinții să își înscrie copiii la școală. 
În Germania, Curtea Federală Constituțională a consolidat legea privitoare la prezența copiilor la școală începând cu vârsta de 6 ani. Părinții contestatari - în majoritatea cazurilor creștini devotați - au invocat dorința de a imprima copiilor o educație cu un caracter creștin mai pronunțat decât este oferit în școli.
O familie de profesori germani care au optat pentru homeschooling s-au trezit cu poliția acasă,  care le-a luat copiii și i-a dus la școală. Ulterior, familia a emigrat în America pentru a-și pune în practică opțiunea pentru homeschooling.
În Franța, educația școlară acasă este legală, dar necesită înscrierea copilului cu autoritățile la "Inspection Académique" și la primăria orașului (Mairie). Inspecții ale copilului sunt întreprinse începând cu vârsta de șase ani în regim bianual. Copilul este supus unor teste la Limba Franceză și Matematică. Scopul examinării este de a detecta progresul copilului și de a asigura nivelul acestuia în raport cu vârsta (nivelul unui școlar de aceeași vârstă este irelevant în aceasta situație).
În Irlanda, dreptul unei educații acasă este garantat prin constituție.
În Canada, numărul oficial al școliților la domiciliu este de 10.000, iar cel neoficial se estimează în jurul valorii de 20.000.

## În România
În România legea este ambiguă, învățământul general fiind obligatoriu, iar retragerea nejustificată a copilului de la acest învățământ se pedepsește cu închisoare sau amendă.
Legea nu menționează nimic referitor la ce semnifică „justificat” în asemenea cazuri, în condițiile în care există abandon școlar de 19-20% în învățământul obligatoriu. Constituția României scrie că „Părinții sau tutorii au dreptul de a asigura, potrivit propriilor convingeri, educația copiilor minori a căror răspundere le revine”.  Directorul Agenției de Asigurare a Calității în Învățământul Preuniversitar (ARACIP), expert în Educație, Șerban Iosifescu, a explicat pentru  „Adevărul” că fenomenul de homeschooling este practic în afara legii în România pentru simplul motiv că nu este clar legiferat, „Frecventarea școlii e obligatorie potrivit Legii Educației și, teoretic, dacă nu îți duci copilul la școală, ești pasibil de amendă. În țările unde se practică această formă de educație, ea este strict reglementată, inspectoratele școlare urmăresc situția și ca să se poată face asta și la noi, educația la domiciliu ar trebui inclusă în lege. Dacă se acceptă, atunci trebuie construit un sistem de evaluare a cunoștințelor copilului pentru a se asigura că a atins nivelul de competențe echivalent vârstei. Aici nu este vorba de implicarea statului în viața de familie, ci de asigurarea dreptului la educație al copilului”.
Potrivit Asociației pentru Homeschooling România, în septembrie 2016 existau aproximativ 200 de familii din România au ales modelul „homeschool” pentru educația copilului lor, însă numărul real este mult mai mare.
În general, primul pas spre homeschooling este ca părintele să-și retragă copilul din sistem, cu foaie matricolă cu tot, și apoi să-l înregistreze la o școală-umbrelă, care va fi implicată în educația copilului.
Acea școală îi dă părintelui documentele pe care ar trebui să le aibă pentru statul român.
Scriitorul Tudor Arghezi a fost adeptul școlirii acasă și nu și-a dat cei doi copii – Mitzura și Baruțu - la școală.

## Cercetare
Numeroase studii întreprinse au arătat că tinerii școliți acasă au obținut rezultate mai bune decât elevii din școlile publice sau private.
În anii '70 Raymond S. și Dorothy N. Moore au studiat diferențele în mediul social pentru copiii școliți acasă în SUA. Concluzia acestor studii a fost că tinerii ar trebui feriți de educația formală până la vârsta de 8-10 ani. Motivul este dezvoltarea simțurilor, coordonarea, dezvoltarea neurologică și cognitivă care ajung la pragul potrivit de-abia la acea vârstă.